# Lucas Roisin

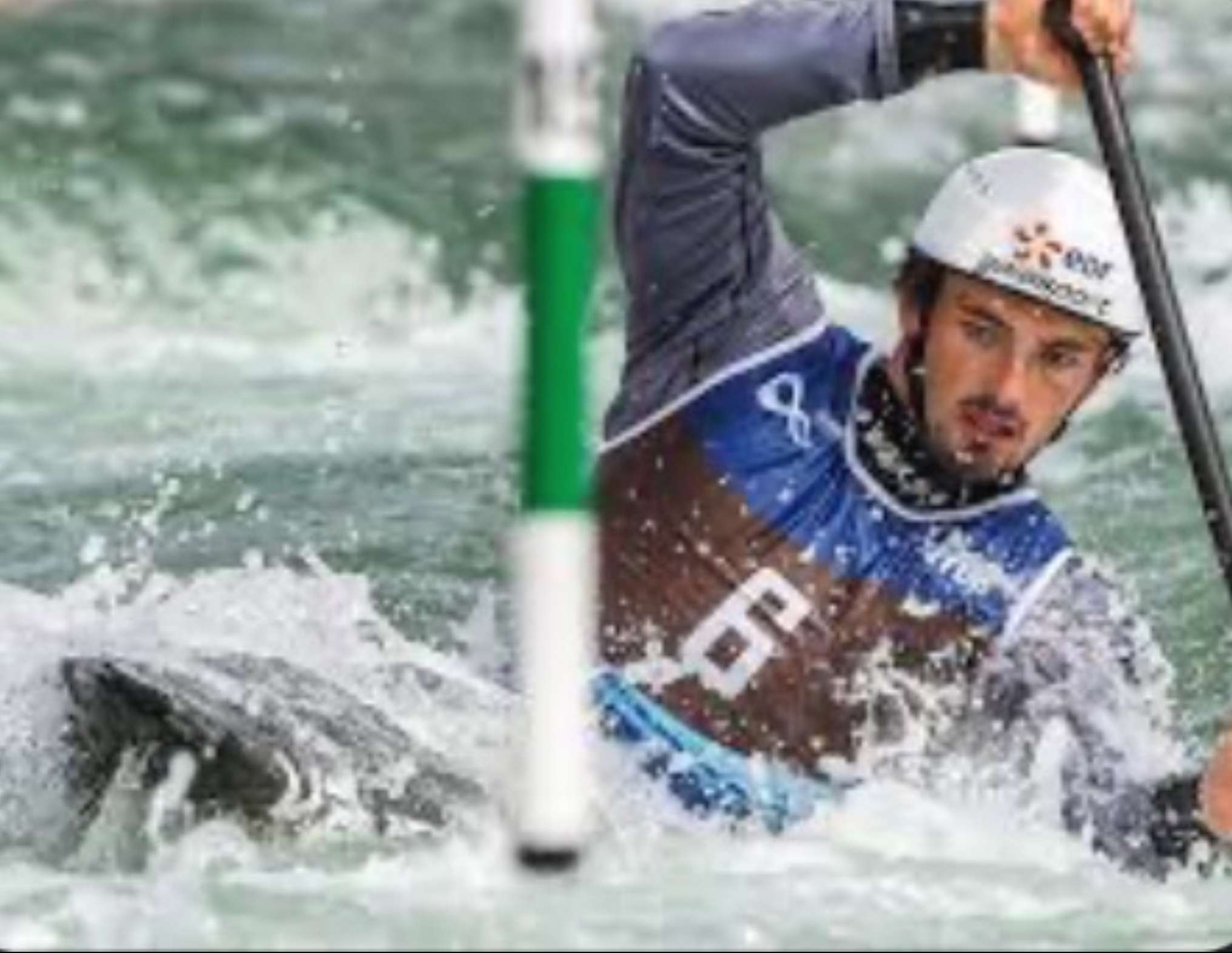

Lucas Roisin, né le 24 mars 1997, est un céiste français. Il est le fils de Jacques Roisin, entraîneur international de canoë-kayak, et frère de la céiste Laurène Roisin.

## Carrière
Il participe à ses premières compétition de canoë en 2010 et représente la France aux Jeux olympiques de la jeunesse de 2014 où il décroche la médaille d'or en slalom C1. Cette même année, il est champion d'Europe Junior de slalom en canoë biplace à Skopje.
En 2015, il participe aux championnats junior en monoplace et biplace  et remporte le titre sur l'épreuve C1 par équipe ; lors des championnats du monde junior, il termine à la douzième place en monoplace.
En 2017, il participe à deux manches de la coupe du monde et évolue alors en catégorie U23 avec notamment un titre européen en slalom monoplace par équipe. Lors des championnats du Monde 2018 de slalom U-23, c'est une médaille d'argent qui revient à l'équipe française en compagnie de Valentin Marteil et Cédric Joly. A nouveau en 2019, il est vice-champion du monde U23 en individuel derrière son compatriote Nicolas Gestin.
En 2023, il est sélectionné pour intégrer l'équipe de France sénior. Il accède à la finale des Jeux européens de 2023 sans pouvoir monter sur le podium. En septembre, il est médaillé d'or aux mondiaux de slalom à Londres en canoë monoplace par équipe grâce à un sans faute en compagnie de Nicolas Gestin et Jules Bernardet.

## Palmarès
| Année                 | Lieu                  | Médaille              | Épreuve               |
| Championnats du monde | Championnats du monde | Championnats du monde | Championnats du monde |
| --------------------- | --------------------- | --------------------- | --------------------- |
| 2023                  | France (Londres)      | Médaille d'or         | C1 par équipes        |